# دوبريات
الدوبريات (الاسم العلمي:  Asellidae)، فصيلة دويبات مائية من القشريات الجرابية متساويات الأرجل. وهي واحدة من أكبر فصائل متساويات الأرجل التي تعيش في المياه العذبة. تعيش في الموائل الفوق سطحية وتحت الأرض ومواطنها في أمريكا الشمالية وأوروبا. وتضم الأجناس التالية:
- دوبر Geoffroy, 1762
- Baicalasellus Stammer, 1932
- Bragasellus Henry & Magniez, 1968
- Caecidotea Packard, 1871
- Calasellus Bowman, 1981
- Chthonasellus Argano & Messana, 1991
- Columbasellus Lewis, Martin & Wetzer, 2003
- Gallasellus
- Lirceolus Bowman & Longley, 1976
- Lirceus Rafinesque-Schmaltz, 1820
- Mancasellus Harger, 1876
- Nipponasellus Matsumoto, 1962
- Phreatoasellus Matsumoto, 1962
- Phreatosasellus Matsomoto, 1962
- Proasellus Dudich, 1925
- Psammasellus Braga, 1968
- Remasellus Bowman & Sket, 1985
- Salmasellus Bowman, 1975
- Sibirasellus Henry & Magniez, 1993
- Stygasellus Chappuis, 1943
- Synasellus Braga, 1944
- Uenasellus Matsumoto, 1962